# تنها في المزرعة (فلم 2024)
تنها في المزرعة (باللغة الإنجليزية: Tanha Dar Mazrae) هو فيلم قصير رعب من إخراج وإنتاج سيد علي موسوي نور، تم إصداره في أوائل عام 2024. تم تصوير هذا الفيلم في شتاء عام 2023 في قرية جوكنك، وقد جذب انتباه العديد من محبي السينما بفضل أجوائه المثيرة والغامضة.

## ملخص القصة
تدور قصة الفيلم حول أحداث مرعبة تقع في مزرعة ريفية. يحافظ الفيلم على تشويق وإثارة الجمهور حتى نهاية القصة بفضل الأجواء المشوقة والغامضة. استخدام المواقع الطبيعية والفريدة في قرية جوكنك أضاف إلى واقعية وجاذبية الفيلم.

## فريق العمل
- المخرج والمنتج: سيد علي موسوي نور
- الممثلون: سيد علي موسوي نور
- المصورون: مهدي كاظم زاده، سيد محمد موسوي نور
- المحرر: سيد محمد موسوي نور
- خبير التجميل: بارسا رضائي
- مسؤول المؤثرات الخاصة: بيمان حسيني
- مدير الإضاءة: نازنين أحمدي
- مصمم الأزياء: ندا كاظمي

## الإنتاج والإصدار
تم تصوير "تنها في المزرعة" في شتاء عام 2023 في قرية جوكنك. وتم إصداره رسميًا في شتاء عام 2024، مما جذب انتباه العديد من الجمهور والنقاد.

## ردود الفعل
تلقت "تنها في المزرعة" تعليقات إيجابية بفضل أجوائها المثيرة والمرعبة. وكان استخدام المواقع الحقيقية وتصميم المشاهد الطبيعية من النقاط القوية لهذا الفيلم.